# Теория множеств
Тео́рия мно́жеств — раздел математики, в котором изучаются общие свойства множеств — совокупностей элементов произвольной природы, обладающих каким-либо общим свойством. Создана во второй половине XIX века Георгом Кантором при значительном участии Рихарда Дедекинда, привнесла в математику новое понимание природы бесконечности, была обнаружена глубокая связь теории с формальной логикой, однако уже в конце XIX — начале XX века теория столкнулась со значительными сложностями в виде возникающих парадоксов, поэтому изначальная форма теории известна как наивная теория множеств. В XX веке теория получила существенное методологическое развитие, были созданы несколько вариантов аксиоматической теории множеств, обеспечивающие универсальный математический инструментарий, в связи с вопросами измеримости множеств тщательно разработана дескриптивная теория множеств.
Теория множеств стала основой многих разделов математики — общей топологии, общей алгебры, функционального анализа и оказала существенное влияние на современное понимание предмета математики. В первой половине XX века теоретико-множественный подход был привнесён и во многие традиционные разделы математики, в связи с чем стал широко использоваться в преподавании математики, в том числе в школах. Однако использование теории множеств для логически безупречного построения математических теорий осложняется тем, что она сама нуждается в обосновании своих методов рассуждения. Более того, все логические трудности, связанные с обоснованием математического учения о бесконечности, при переходе на точку зрения общей теории множеств приобретают лишь бо́льшую остроту.
Начиная со второй половины XX века представление о значении теории и её влияние на развитие математики заметно снизились за счёт осознания возможности получения достаточно общих результатов во многих областях математики и без явного использования её аппарата, в частности, с использованием теоретико-категорного инструментария (средствами которого в теории топосов обобщены практически все варианты теории множеств). Тем не менее нотация теории множеств стала общепринятой во всех разделах математики вне зависимости от использования теоретико-множественного подхода. На идейной основе теории множеств в конце XX века создано несколько обобщений, в том числе теория нечётких множеств, теория мультимножеств (используемые в основном в приложениях), теория полумножеств (развиваемая в основном чешскими математиками).
Ключевые понятия теории: множество (совокупность объектов произвольной природы), отношение принадлежности элементов множествам, подмножество, операции над множествами, отображение множеств, взаимно-однозначное соответствие, мощность (конечная, счётная, несчётная), трансфинитная индукция.

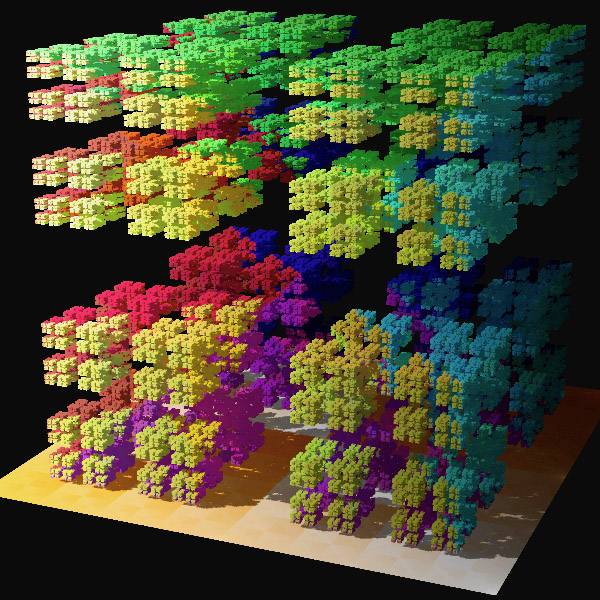
Одна из визуализаций трёхмерного варианта канторова множества — нигде не плотного совершенного множества

## История

### Предпосылки
Множества, в том числе и бесконечные, в неявной форме фигурировали в математике со времён Древней Греции: например, в том или ином виде рассматривались отношения включения множеств всех рациональных, целых, натуральных, нечётных, простых чисел. Зачатки идеи о равномощности множеств встречаются у Галилея: рассуждая о соответствии между числами и их квадратами, он обращает внимание на неприменимость аксиомы «целое больше части» к бесконечным объектам (парадокс Галилея).
Первое представление об актуально бесконечном множестве относят к работам Гаусса начала 1800-х годов, опубликованным в его «Арифметических исследованиях», в которых, вводя сравнения на множестве рациональных чисел, он обнаруживает классы эквивалентности (классы вычетов) и разбивает всё множество на эти классы, отмечая их бесконечность и взаимное соответствие, рассматривает бесконечное множество решений {\displaystyle ax+b\equiv 0{\pmod {n}}} как единую совокупность, классифицирует бинарные квадратичные формы ({\displaystyle ax^{2}+2bxy+cy^{2}}) в зависимости от определителя и рассматривает этот бесконечный набор классов как бесконечные совокупности объектов нечисловой природы, предполагает возможность выбирать из классов эквивалентностей по одному объекту-представителю всего класса: использует методы, характерные для теоретико-множественного подхода, не использовавшиеся явно в математике до XIX века. В более поздних работах Гаусс, рассматривая совокупность комплексных чисел с рациональными вещественной и мнимой частью, говорит о вещественных, положительных, отрицательных, чисто мнимых целых числах как её подмножествах. Однако бесконечные множества или классы как самостоятельные объекты исследования Гауссом явно не выделялись, более того, Гауссу принадлежат высказывания против возможности использования актуальной бесконечности в математических доказательствах.
Более отчётливое представление о бесконечных множествах проявляется в работах Дирихле, в курсе лекций 1856—1857 годов, построенном на основе гауссовых «Арифметических исследований». В работах Галуа, Шёмана и Серре по теории функциональных сравнений 1820—1850-х годов также намечаются элементы теоретико-множественного подхода, которые обобщил Дедекинд в 1857 году, явно сформулировавший в качестве одного из выводов необходимость рассмотрения целой системы бесконечно многих сравнимых чисел как единого объекта, общие свойства которого равным образом присущи всем его элементам, а систему бесконечно многих несравнимых классов уподобляет ряду целых чисел. Отдельные понятия теории множеств можно встретить в трудах Штейнера и Штаудта 1830—1860-х годов по проективной геометрии: практически весь предмет в значительной степени зависит от представления о взаимно-однозначном соответствии, ключевом для теории множеств, однако в проективной геометрии на такие соответствия накладывались дополнительные ограничения (сохранение некоторых геометрических соотношений). В частности, Штейнер явно вводит понятие несчётного множества для множества точек на прямой и множества лучей в пучке и оперирует с их несчётными подмножествами, а в работе 1867 года вводит понятие мощности как характеристики множеств, между которыми возможно установить проективное соответствие (Кантор позднее указывал, что заимствовал само понятие и термин у Штейнера, обобщив проективное соответствие до взаимно-однозначного).
Наиболее близкие к наивной теории множеств Кантора представления содержатся в трудах Больцано, прежде всего, в работе «Парадоксы бесконечного», опубликованной после смерти автора в 1851 году, в которой рассматриваются произвольные числовые множества, и для их сравнения явно определено понятие взаимно-однозначного соответствия, и сам термин «множество» (нем. menge) также впервые систематически использован в этой работе. Однако, работа Больцано носит в большей степени философский характер, нежели математический, в частности, в ней нет чёткого разграничения между мощностью множества и понятием величины или порядка бесконечности, и сколь-нибудь формальной и целостной математической теории в этих представлениях нет. Наконец, теории вещественного числа Вейерштрасса, Дедекинда и Мерэ, созданные в конце 1850-х годов и опубликованные в начале 1860-х во многом перекликаются с идеями наивной теории множеств в том смысле, что рассматривают континуум как множество, образованное из рациональных и иррациональных точек.

### Наивная теория множеств

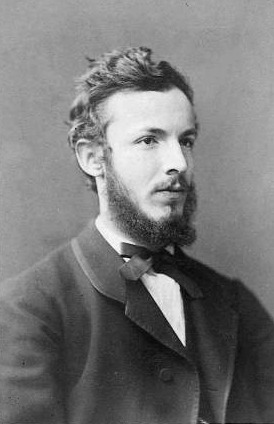
Георг Кантор в 1870 году

Схема доказательства счётности множества рациональных чисел

Схематическая идея доказательства теоремы Кантора — Бернштейна

Основным создателем теории множеств в наивном её варианте является немецкий математик Георг Кантор, к созданию абстракции точечного множества подтолкнули работы 1870—1872 годов по развитию теории тригонометрических рядов (продолжавшие труды Римана), в которых ввёл понятие предельной точки, близкое к современному и пытался с его помощью классифицировать «исключительные множества» (множества точек расходимости ряда, возможно бесконечные). Заинтересовавшись вопросами равномощности множеств, в 1873 году Кантор обнаружил счётность множества рациональных чисел и решает отрицательно вопрос о равномощности множеств целых и вещественных чисел (последний результат опубликовал в 1874 году по настоянию Вейерштрасса. В 1877 году Кантор доказал взаимно-однозначное соответствие между {\displaystyle \mathbb {R} } и {\displaystyle \mathbb {R} ^{n}} (для любого {\displaystyle n>0}). Первыми результатами Кантор делился в переписке с Дедекиндом и Вейерштрассом, которые отвечали благосклонной критикой и замечаниями к доказательствам, и начиная с 1879 года вплоть до 1884 года опубликовал шесть статей в Mathematische Annalen с результатами исследований бесконечных точечных множеств.
В 1877 году Дедекинд опубликовал статью «О числе классов идеалов конечного поля», в которой явно в символическом виде использовались операции со множествами — полями, модулями, идеалами, кольцами, — отношение включения (со знаками «<» и «>»), объединение (со знаком «+») и пересечение (с инфиксом «−»), и, кроме того, фактически описана алгебра множеств с присущей ей двойственностью операций объединения и пересечения; в обозначениях Дедекинда:
{\displaystyle (A+B)-(A+C)=A+(B-(A+C))},
{\displaystyle (A-B)+(A-C)=A-(B+(A-C))},
в последующих своих работах многократно используя этот результат. В публикации 1878 года о равномощности континуумов разного числа измерений Кантор использовал теоретико-множественные операции, ссылаясь на работу Дедекинда. Кроме того, в этой же работе впервые в явном виде введено понятие мощности множества, доказана счётность всякого бесконечного подмножества счётного множества, а конечные поля алгебраических чисел предложены как примеры счётных множеств. Результат Кантора о равномощности континуумов разного числа измерений привлёк широкое внимание математиков, и уже в том же году последовало несколько работ (Люрот, Томе, Нетто) с неудачными попытками доказательства невозможности одновременной непрерывности и взаимной однозначности отображения континуумов различных размерностей (точное доказательство этого факта дал Брауэр в 1911 году).
В 1880 году Кантор сформулировал две ключевых идеи теории множеств — понятие о пустом множестве и метод трансфинитной индукции. Начиная с 1881 года методами Кантора начинают пользоваться другие математики: Вольтерра, Дюбуа-Реймон, Бендиксон, Гарнак, в основном в связи с вопросами об интегрируемости функций. В работе 1883 года Кантор дал исторически первое формальное определение континуума, используя введённые им понятия совершенного множества и плотности множества (отличающиеся от современных, используемых в общей топологии, но принципиально сходных с ними), а также построил классический пример нигде не плотного совершенного множества (известный как канторово множество), а также в явном виде сформулировал континуум-гипотезу (предположение об отсутствии промежуточных мощностей между счётным множеством и континуумом, её недоказуемость в рамках ZFC показана Коэном в 1963 году).
С 1885—1895 годы работы по созданию наивной теории множеств получили развитие прежде всего в трудах Дедекинда (Кантор в течение этих 10 лет опубликовал лишь одну небольшую работу из-за болезни). Так, в книге «Что такое числа и для чего они служат?» (где также впервые построена аксиоматизация арифметики, известная как арифметика Пеано) систематически изложены полученные к тому времени результаты теории множеств в наибольшей общности — для множеств произвольной природы (не обязательно числовых), бесконечное множество определено как взаимнооднозначное с частью себя, впервые сформулирована теорема Кантора — Бернштейна, изложена алгебра множеств и установлены свойства теоретико-множественных операций. Шрёдер в 1895 году обратил внимание на совпадение алгебры множеств и исчисления высказываний, тем самым была установлена глубокая связь между математической логикой и теорией множеств.
В 1895—1897 годы Кантор опубликовал цикл из двух работ, в целом завершающий создание наивной теории множеств.
С начала 1880-х годов, прежде всего, после публикации идей о трансфинитной индукции, теоретико-множественный подход встретил острое неприятие многими крупными математиками того времени, основными оппонентами в то время были Герман Шварц и, в наибольшей степени, Леопольд Кронекер, полагавший, что математическими объектами могут считаться лишь натуральные числа и то, что к ним непосредственно сводится (известна его фраза о том, что «бог создал натуральные числа, а всё прочее — дело рук человеческих»). Серьёзная дискуссия развернулась и в среде теологов и философов относительно теории множеств, в основном критически относившихся к идеям об актуальной бесконечности и количественных различиях в этом понятии. Тем не менее к концу 1890-х годов теория множеств стала общепризнанной, во многом этому способствовали доклады Адамара и Гурвица на Первом международном конгрессе математиков в Цюрихе (1897), в которых были показаны примеры успешного использования теории множеств в анализе, а также широкое применение теоретико-множественного инструментария уже имевшим значительное влияние в математическом сообществе Гильбертом.

### Парадоксы
Размытость понятия множества в наивной теории, при которой допускалось построение множеств лишь по признаку сбора всех объектов, обладающих каким-либо свойством, привела к тому, что в период 1895—1925 годов была обнаружена значительная серия противоречий, внесшая серьёзные сомнения в возможность использования теории множеств как фундаментального инструмента, ситуация получила известность как «кризис оснований математики».
Противоречие, к которому приводит рассмотрение множества всех порядковых чисел впервые обнаружено Кантором в 1895 году, переоткрыто и впервые опубликовано Бурали-Форти (итал. Cesare Burali-Forti) в 1897 году, и стало известно как парадокс Бурали-Форти. В 1899 году в письме Дедекинду Кантор впервые говорит о противоречивости универсума как множества всех множеств, так как множество всех его подмножеств должно было бы быть равномощно самому себе, не удовлетворяя принципу {\displaystyle {\mathfrak {m}}<2^{\mathfrak {m}}}, впоследствии эта антиномия стала известна как парадокс Кантора. В дальнейшей переписке Кантор предложил рассматривать собственно множества (нем. mengen), которые могут быть мыслимы как единый объект, и «многообразия» (vielheiten) для сложных конструкций, в том или ином виде эта идея нашла отражения в некоторых поздних аксиоматизациях и обобщениях.
Наиболее значительным противоречием, повлиявшим на дальнейшее развитие теории множеств и оснований математики в целом стал парадокс Рассела, обнаруженный около 1901 года Бертраном Расселом и опубликованный в 1903 году в монографии «Основания математики». Суть парадокса в противоречии при рассмотрении вопроса о принадлежности самому себе множества всех множеств, не включающих себя. Кроме того, примерно к тому же времени относится обнаружение таких антиномий как парадокс Ришара, парадокс Берри и парадокс Греллинга — Нельсона, показывающих противоречия при попытках использования самореференции свойств элементов при построении множеств.
В результате осмысления возникших парадоксов в сообществе математиков возникло два направления по разрешению возникших проблем: формализация теории множеств посредством подбора системы аксиом, обеспечивающей непротиворечивость при сохранении инструментальной мощи теории, второе — исключение из рассмотрения всех не поддающихся интуитивному осмыслению конструкций и методов. В рамках первого направления, начатого Цермело, Гильбертом, Бернайсом, Хаусдорфом, было создано несколько вариантов аксиоматической теории множеств и за счёт довольно искусственных ограничений преодолены основные противоречия. Второе направление, основным выразителем которого был Брауэр, породило новое направление в математике — интуиционизм, и в той или иной мере оно было поддержано Пуанкаре, Лебегом, Борелем, Вейлем.

### Аксиоматические теории множеств
Первую аксиоматизацию теории множеств в 1908 году опубликовал Цермело, центральную роль в исключении парадоксов в этой системе должна была сыграть «аксиома селекции» (нем. Aussonderung), согласно которой от свойства {\displaystyle P(x)} только тогда можно образовать множество {\displaystyle \{x\mid P(x)\}}, если из {\displaystyle P(x)} следует отношение вида {\displaystyle x\in A}. В 1922 году благодаря работам Скулема и Френкеля система на базе аксиом Цермело была окончательно сформирована, включив аксиомы объёмности, существования пустого множества, пары, суммы, степени, бесконечности и с вариантами с аксиомой выбора и без неё. Эти аксиоматики получили наибольшее распространение и известны как теория Цермело — Френкеля, система с аксиомой выбора обозначается ZFC, без аксиомы выбора — ZF.
Особая роль аксиомы выбора связана с её интуитивной неочевидностью и заведомым отсутствием эффективного способа определения множества, собранного из элементов семейства. В частности Борель и Лебег считали, что доказательства, полученные с её применением, имеют другую познавательную ценность, нежели доказательства, независимые от неё, тогда как Гильберт и Хаусдорф принимали её безоговорочно, признавая за ней не меньшую степень очевидности, что и за другими аксиомами ZF.
Другой получивший распространение вариант аксиоматизации теории множеств был разработан фон Нейманом в 1925 году, формализован в 1930-е годы Бернайсом, и упрощён Гёделем в 1940 году (в работе по доказательству независимости континуум-гипотезы от аксиомы выбора), окончательный вариант получил известность как система аксиом фон Неймана — Бернайса — Гёделя и обозначение NBG.
Существует ряд прочих аксиоматизаций, среди них система Морса — Келли (MK), система Крипке — Платека, система Тарского — Гротендика.

### Дескриптивная теория множеств
В начале XX века в работах Лебега, Бэра, Бореля исследованы вопросы измеримости множеств. На основе этих работ в 1910—1930 годы разработана теория дескриптивных множеств, систематически изучающая внутренние свойства множеств, построенных теоретико-множественными операциями из объектов относительно простой природы — открытых и замкнутых множеств евклидова пространства, метрических пространств, метризуемых топологических пространств со счётной базой. Основной вклад в создание теории внесли Лузин, Александров, Суслин, Хаусдорф. С 1970-х годов разрабатываются обобщения дескриптивной теории множеств на случай более общих топологических пространств.

## Основные понятия

Диаграмма Венна, показывающая все пересечения графем заглавных букв греческого, русского и латинского алфавитов

Декартово произведение

В основе теории множеств лежат первичные понятия: множество и отношение принадлежности множества (обозначается как {\displaystyle x\in A} — «{\displaystyle x} есть элемент множества {\displaystyle A}», «{\displaystyle x} принадлежит множеству {\displaystyle A}»). Пустое множество, обычно обозначается символом {\displaystyle \varnothing } — множество, не содержащее ни одного элемента. Подмножество и надмножество — соотношения включения одного множества в другое (обозначаются соответственно {\displaystyle A\subseteq B} и {\displaystyle A\supseteq B} для нестрогого включения и {\displaystyle A\subset B} и {\displaystyle A\supset B} — для строгого).
Над множествами определены следующие операции:
- объединение, обозначается как {\displaystyle A\cup B} — множество, содержащее все элементы из {\displaystyle A} и {\displaystyle B},
- разность, обозначается как {\displaystyle A\setminus B}, реже {\displaystyle A-B} — множество элементов {\displaystyle A}, не входящих в {\displaystyle B},
- дополнение, обозначается как {\displaystyle \setminus A} или {\displaystyle -A} — множество всех элементов, не входящих в {\displaystyle A} (в системах, использующих универсальное множество),
- пересечение, обозначается как {\displaystyle A\cap B} — множество из элементов, содержащихся как в {\displaystyle A}, так и в {\displaystyle B},
- симметрическая разность, обозначается как {\displaystyle A\bigtriangleup B}, реже {\displaystyle A\;\;\!\!{\dot {-}}\;\;\!\!B} — множество элементов, входящих только в одно из множеств — {\displaystyle A} или {\displaystyle B}.

Объединение и пересечение также часто рассматривают над семействами множеств, обозначаются {\displaystyle \bigcup {\mathfrak {A}}} и {\displaystyle \bigcap {\mathfrak {A}}} и составляют, соответственно, объединение всех множеств, входящих в семейство {\displaystyle {\mathfrak {A}}} и пересечение всех множеств, входящих в семейство.
Объединение и пересечение коммутативны, ассоциативны и идемпотентны. В зависимости от выбора системы аксиом и наличия дополнения алгебра множеств (относительно объединения и пересечения) может образовывать дистрибутивную решётку, полную дистрибутивную решётку, булеву алгебру. Для визуализации операций над множествами используются диаграммы Венна.
Декартово произведение множеств {\displaystyle A} и {\displaystyle B} — множество всех упорядоченных пар элементов из {\displaystyle A} и {\displaystyle B}: {\displaystyle A\times B=\{(x,y)\mid x\in A\land y\in B\}}. Отображение {\displaystyle f} множества {\displaystyle A} в множество {\displaystyle B} теории множеств рассматривается как бинарное отношение — подмножество {\displaystyle A\times B} — с условием единственности соответствия первого элемента второму: {\displaystyle (x,y)\in f\Rightarrow \forall z\neq y((x,z)\notin f)}.
Множество подмножеств — множество всех подмножеств данного множества, обозначается {\displaystyle {\mathcal {P}}(A)} или {\displaystyle 2^{A}} (так как соответствует множеству отображений из {\displaystyle A} в {\displaystyle \mathbf {2} =\{0,1\}}).
Мощность множества (кардинальное число) — характеристика количества элементов множества, формально определяется как класс эквивалентности над множествами, между которыми можно установить взаимно-однозначное соответствие, обозначается {\displaystyle |A|} или {\displaystyle \sharp A}. Мощность пустого множества равна нулю, для конечных множеств — целое число, равное количеству элементов. Над кардинальными числами, в том числе характеризующими бесконечные множества, можно установить отношение порядка, мощность счётного множества обозначается {\displaystyle \aleph _{0}} (алеф — первая буква еврейского алфавита), является наименьшей из мощностей бесконечных множеств, мощность континуума обозначается {\displaystyle {\mathfrak {c}}} или {\displaystyle 2^{\aleph _{0}}}, континуум-гипотеза — предположение о том, что между счётной мощностью и мощностью континуума нет промежуточных мощностей.

Представление порядковых чисел до

Если кардинальное число характеризует класс эквивалентности множеств относительно возможности установить взаимно-однозначное соответствие, то порядковое число (ординал) — характеристика классов эквивалентности вполне упорядоченных множеств относительно биективных соответствий, сохраняющих отношение полного порядка. Строятся ординалы посредством введения арифметики порядковых чисел (с операциями сложения и умножения), порядковое число конечных множеств совпадает с кардиналом (обозначается соответствующим натуральным числом), порядковое число множества всех натуральных чисел с естественным порядком обозначается как {\displaystyle \omega }, далее конструируются числа:
{\displaystyle \omega +1,\omega +2,\dots ,\omega \cdot 2,\omega \cdot 2+1,\dots ,\omega ^{2},\dots \omega ^{\omega },\dots ,\omega ^{\omega ^{\omega }},\dots ,},
после чего вводятся {\displaystyle \varepsilon _{0}}-числа:
{\displaystyle \varepsilon _{0}=\omega ^{\omega ^{\omega ^{\cdot ^{\cdot ^{\cdot }}}}}=\sup\{\omega ,\omega ^{\omega },\omega ^{\omega ^{\omega }},\omega ^{\omega ^{\omega ^{\omega }}},\dots \}}.
Множество всех {\displaystyle \omega }- и {\displaystyle \varepsilon }-чисел — счётных ординалов — обладает мощностью {\displaystyle \aleph _{1}}.

## Обобщения
Средствами теории категорий, зачастую противопоставляемой теории множеств и с инструментальной, и с дидактической точек зрения, Ловер и Тирни (англ. Miles Tierney) в 1970 году создали теорию топосов, изучаемый ею объект — элементарный топос — построен по принципу схожести с поведением множеств в теоретико-множественном понимании, элементарными топосами удалось представить практически все варианты теории множеств.
Теория нечётких множеств — расширение теории множеств, предложенное в 1960-х годах Лотфи Заде в рамках концепции нечёткой логики, в нечёткой теории вместо отношения принадлежности элементов к множеству рассматривается функция принадлежности со значениями в интервале {\displaystyle [0,1]}: элемент чётко не принадлежит множеству если функция его принадлежности равна нулю, чётко принадлежит — если единице, в остальных случаях отношение принадлежности считается нечётким. Применяется в теории информации, кибернетике, информатике.
Теория мультимножеств, в применении к теории сетей Петри называемая теорией комплектов, рассматривает в качестве основного понятия наборы элементов произвольной природы, в отличие от множества, допускающие присутствие нескольких экземпляров одного и того же элемента, отношение включения в этой теории заменено функцией числа экземпляров: {\displaystyle \sharp (a,A)} — целое число вхождений элемента {\displaystyle a} в мультимножество {\displaystyle A}, при объединении комплектов число экземпляров элементов берётся по максимуму вхождений ({\displaystyle \sharp (a,A_{1}\cup A_{2})=\max(\sharp (a,A_{1}),\sharp (a,A_{2})}), при пересечении — по минимуму ({\displaystyle \sharp (a,A_{1}\cap A_{2})=\min(\sharp (a,A_{1}),\sharp (a,A_{2})}). Используется в теоретической информатике, искусственном интеллекте, теории принятия решений.
Альтернативная теория множеств — теория, развиваемая чехословацкими математиками с 1970-х годов, в основном в работах Петра Вопенки (чеш. Petr Vopěnka), основывающаяся на чёткой формализации множества как объекта, индуктивно построимого из пустого множества и заведомо существующих элементов, для свойств объектов, допускающих рассмотрения их в целой совокупности, вводится понятие классов, а для изучения подклассов множеств используется концепция полумножеств.

## В культуре

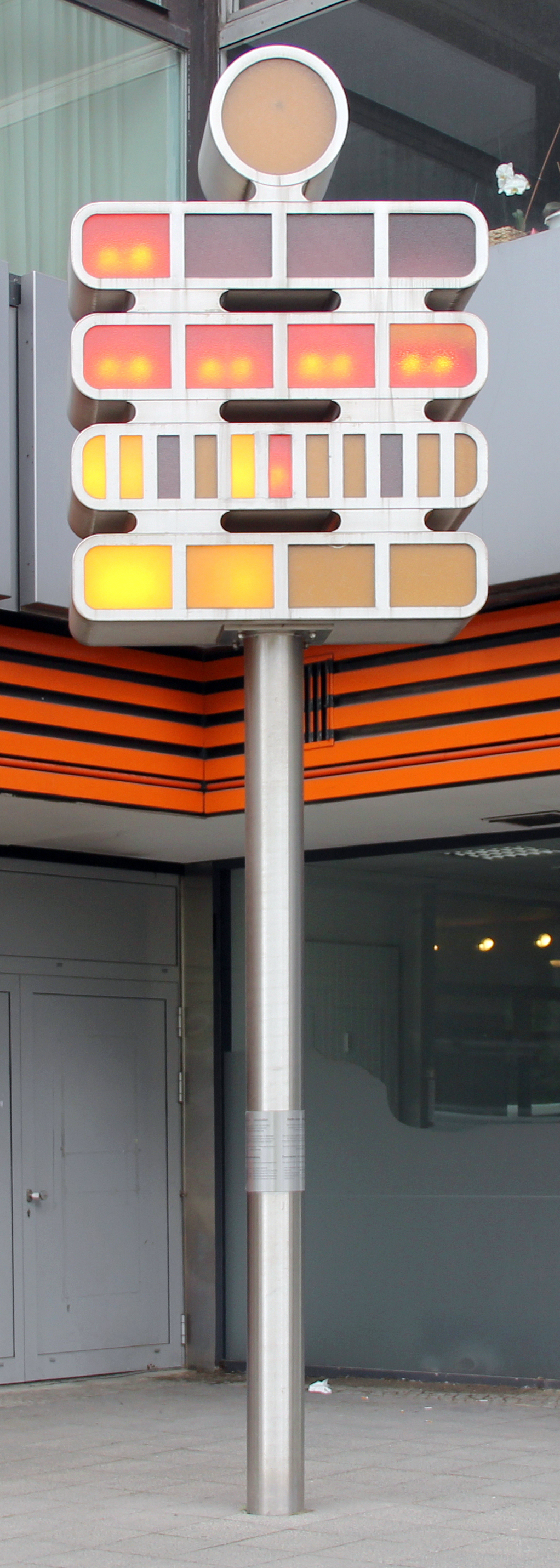
«Теоретико-множественные» часы в Берлине показывают время 9:32

В 1960—1970-е годы в рамках теории музыки была создана собственная теория множеств, предоставляющая средства чрезвычайно обобщённого описания музыкальных объектов (звуков с их высотами, динамикой, длительностью), взаимоотношения между ними и операции над их группами (такими как транспозиция, обращение). Однако связь с математической теорией множеств более чем опосредованная, и, скорее, терминологическая и культурная: в музыкальной теории множеств рассматриваются только конечные объекты и каких-то существенных теоретико-множественных результатов или значительных конструкций не используется; гораздо в большей степени в этой теории задействованы аппараты теории групп и комбинаторики.
Также в большей степени под культурным, нежели содержательным влиянием теории множеств немецким дизайнером Биннингером (нем. Dieter Binninger) в 1975 году были созданы так называемые «теоретико-множественные» часы (нем. Mengenlehreuhr) (также известны как берлинские часы, нем. Berlin-Uhr), вошедшие в Книгу рекордов Гиннесса как первое устройство, использующее пятеричный принцип для отображения времени посредством цветных светящихся индикаторов (первый и второй ряд индикаторов сверху показывает часы, третий и четвёртый — минуты; каждый светящийся индикатор соответствует пяти часам для первого ряда, одному часу для второго ряда, пяти минутам для третьего ряда и одной минуте для четвёртого ряда). Часы установлены в берлинском торгово-офисном комплексе Europa-Center.